# Forrópont
A forrópontok (vagy forrófoltok, angolul: hot-spot) a litoszféra olyan pontjai, amelyek az aktív peremszegélyektől távol, köpenyhőoszlopok (köpenycsóvák) fölött helyezkednek el. Ezeken a pontokon gyakran a földköpeny aljából származó, a köpenyhőoszlopokban felfelé áramló magma áttör a kérgen, és forrópontos vulkánosság során tör a felszínre. Jellegében hasonló a finális vulkanizmushoz, de kisebb intenzitású, a földkérget nem darabolja fel.

## Keletkezésük
Mérések és számítások során bebizonyították, hogy ha a köpeny hőmérséklete 150-200 °C-kal megnő, a keletkező magma mennyisége is nagyobb lesz. Ennek a folyamatnak fontos szerepe lehet a felettes litoszféralemez elvékonyodásában és széthasadásában. Ilyen hőmérsékleteket napjainkban a köpeny mélyebb részeiből felfele áramló köpenyhőoszlopok (vagy köpenycsóvák) okoznak. Az ilyen szétterülő köpenytartományokat nevezik forrópontoknak. A felszínen a földkéreg kidudorodása jelzi helyüket, illetve abban az esetben, amikor teljesen áttörik azt, forrópontos vulkanizmusról beszélünk.
A forrópontok óceáni és kontinentális kőzetlemezek belseje alatt, valamint hasadékvölgyek alatt egyaránt előfordulhatnak.

## Óceáni lemezek forrópontjai

Forrópontos szigetsorok keletkezése

A forrópontok nagyobb része – mintegy 50 – óceáni kőzetlemezeken belül működik, illetve működött az elmúlt tízmillió évben. Ezek az óceáni lemez felszínén ritkábban korlátozott kiterjedésben, egy-egy sziget formájában, gyakrabban – a kőzetlemez mozgása miatt – szigetek láncolataként jelennek meg (például Hawaii esetében). A vulkáni működés termékei a tholeites bazaltok az úgynevezett OIB-bazaltok (ocean island basalt, azaz óceán-szigeti bazalt). Az OIB-szigetvulkánok csendesek: működésüket a lávaömlések jellemzik (effúziós vulkánok); robbanásos kitöréseik nem jellemzőek (leginkább csak hosszú szünet után fordulhatnak elő).

## Kontinentális lemezek forró pontjai
A forrópontokból kontinentális kőzetlemezen belül mintegy 40-et tartanak számon. Az ilyen forró foltok által táplált vulkáni tevékenység kapcsolódhat kontinensszétszakadáshoz. Működésük eredményei platóbazaltok megjelenése. A kontinentális forrópontok bazaltja általában az OIB-hez hasonló, azaz inkompatibilis nyomelemekben gazdag.

## Forrópontok hasadékvölgyek alatt
A hasadékvölgyek alatt található forrópontok (számuk 15) eredetüket tekintve nem különböznek az előzőektől, nagy szerepük volt azonban a kontinensek szétválásában. E folyamat fő oka, miszerint a felnyomuló köpenydudor nemcsak a hőmérsékletet, de a kőzetlemezt is megemeli. Ilyenkor keletkezhetnek a nagy bazaltplatók; a számítások szerint a széthasadás geológiailag rövid folyamatában akár 10 millió km³ vulkáni anyag is a felszínre ömölhet.

## Forrópontok listája

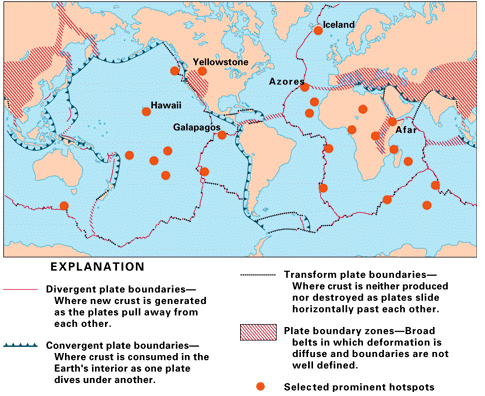
Az ismertebb forró pontok helye

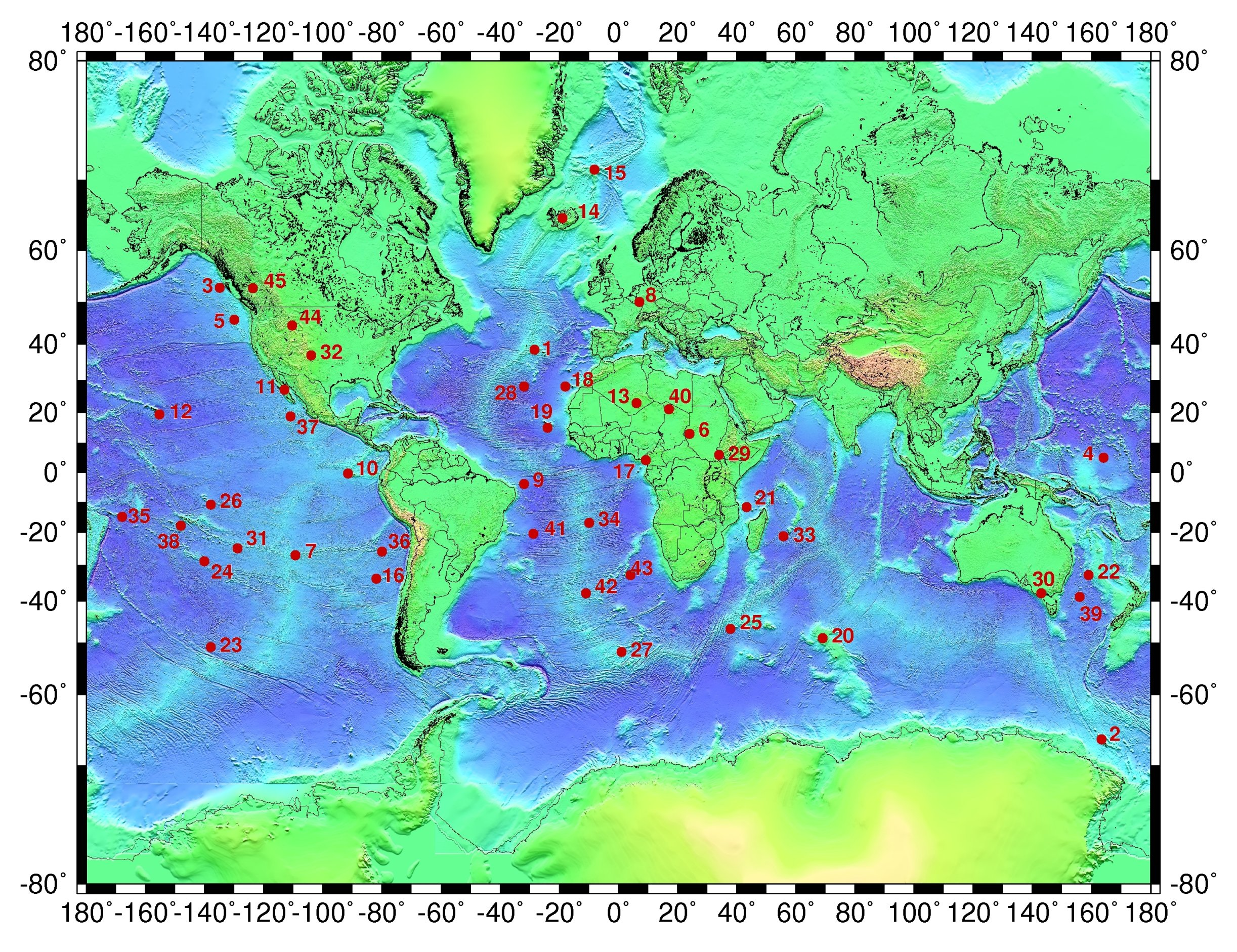
A forró pontok elhelyezkedése

### Eurázsiai-lemez
- Azori-szigeteki forrópont
- Eifel forrópont
- Hainan forrópont
- Izlandi forrópont
- Jan Mayen forrópont

### Afrikai-lemez
- Afar forrópont
- Bouvet forrópont
- Comore forrópont
- Dárfúr forrópont
- Discovery forrópont
- Etna forrópont
- Gough forrópont
- Hoggar forrópont
- Kameruni forrópont
- Kanári szigeteki forrópont
- Madeira forrópont
- New England forrópont
- Réunion forrópont
- St. Helena forrópont
- Shona forrópont
- Tibesti forrópont
- Tristan forrópont
- Vema forrópont
- Zöld-foki forrópont

### Antarktiszi-lemez
- Balleny forrópont
- Crozet forrópont
- Erebus forrópont
- Heard forrópont
- Kerguelen forrópont
- Marion forrópont

### Dél-Amerikai-lemez
- Ascension forrópont
- Fernando forrópont
- Trindade forrópont

### Észak-Amerikai-lemez
- Anahim forrópont
- Bermuda forrópont
- Raton forrópont
- Yellowstone forrópont

### Ausztrál-lemez
- Kelet-Ausztrál forrópont
- Lord Howe forrópont
- Tasman forrópont

### Nazca-lemez
- Húsvét-szigeti forrópont
- Juan Fernandez forrópont
- Galápagos forrópont
- San Felix forrópont

### Csendes-óceáni-lemez
- Arago forrópont
- Bowie forrópont
- Caroline forrópont
- Cobb forrópont
- Crough forrópont
- Észak-Ausztrál forrópont
- Guadelupe forrópont
- Hawaii forrópont
- Louisville forrópont
- Foundation forrópont
- Macdonald forrópont
- Marquesas forrópont
- Pitcairn forrópont
- Socorro forrópont
- Souhtern Cook forrópont
- Szamoai forrópont
- Tahiti forrópont